# I Natchez
I Natchez (Les Natchez) è un dipinto del pittore francese Eugène Delacroix, cominciato nel 1823 e terminato nel 1835. Dal 1989 è conservato al museo Metropolitano di New York, negli Stati Uniti d'America.

## Storia
Delacroix iniziò a lavorare all'opera nel dicembre del 1823, ma interruppe i lavori all'inizio dell'anno successivo per concentrarsi su Il massacro di Scio, una tela molto più grande e molto più ambiziosa. Delacroix vi sarebbe ritornato nel 1835, per poi esporre l'opera finita al Salone di pittura e di scultura di Parigi. In seguito, l'opera passò per vari acquirenti per tutto il diciannovesimo secolo e per buona parte del ventesimo, fino all'entrata nelle collezioni del museo novaiorchese nel 1989.

## Descrizione
Quest'olio su tela ritrae una famiglia di nativi americani sulle rive del Mississippi, con il padre che tiene tra le braccia un neonato appena partorito dalla sua compagna. Il quadro è ispirato a un passaggio tratto dell'epilogo dell'Atala, un romanzo di François-René de Chateaubriand dato alle stampe nel 1801, che è ambientato negli anni 1730 e narra il destino del popolo Natchez. Nel passaggio in questione, due Natchez fuggono verso il fiume Mississippi dopo il massacro della loro tribù e si fermano affinché la donna possa partorire.
La scena ricorda molto il tema artistico del riposo durante la fuga in Egitto, e l'espressione triste della madre può essere letta come il presentimento del destino tragico che molto probabilmente si abbatterà sul suo bambino, ossia la morte. Questo particolare drammatico è stato messo in relazione con uno studio per Il massacro di Scio che ritrae in primo piano una madre greca che guarda il cadavere del proprio bimbo. Entrambe le opere sono accomunate dal tema dell'oppressione degli innocenti, che siano greci o nativi americani.